# Chiesa di San Nicola (San Pellegrino Terme)
La chiesa di San Nicola, dedicata al  santo agostiniano da Tolentino, è un luogo di culto cattolico, di Piazzo Basso in via Vittorio Veneto, 42, quartiere del comune San Pellegrino Terme.

## Storia
Sull'arcata superiore del presbiterio vi è impressa la scritta “funditus erectum MCDLXIV”, a indicare la sua originaria costruzione nel 1464. La sua edificazione fu concessa con la bolla pontificia di papa Paolo II dopo che ne era stata fatta istanza sia dagli abitanti di Piazzo, che dalla congregazione degli Eremitani di Sant'Agostino, e risulta la costruzione essere ultimata nel 1471. La chiesa inizialmente fu intitolata a sant'Agostino così come il convento, fu inoltre incaricato, da parte della congregazione, l'allora priore dell'ordine, don Michele Oprandi alla sua gestione. La chiesa fu poi dedicata al santo agostiniano Nicola da Tolentino, che era stato canonizzato nel 1446. Anche se la località di Piazzo Basso durante la repubblica di Venezia fosse comune autonomo, la chiesa fu sempre sussidiaria della parrocchiale di San Pellegrino Terme dedicata al santo francese.
Il convento, con la gestione della chiesa, rimase fino al 1652 agli agostiniani quando, a causa del sempre minor numero di frati, con la bolla pontificia di papa Innocenzo X l'ordine fu soppresso e la chiesa passò al giuspatronato della famiglia Sonzogno che aveva acquistato tutti i locali e le case della comunità religiosa il 22 gennaio 1673, lasciando la possibilità di celebrare le funzioni liturgiche, ma trasformando le tombe sepolcrali dei confratelli a tombe di famiglia. Mentre i beni del convento divennero proprietà della "Procuratie Venete".
La chiesa ricevette la visita pastorale del vescovo di Bergamo Luigi Ruzzini e dalla sua relazione si evince che vi erano tre statue di santi poste sull'altare maggiore, un altare laterale era completo del dipinto raffigurante la Trinità di Gian Paolo Lolmo e uno con il dipinto raffigurante l'immagine della Vergine. L'aula era completa di un organo a canne, il pulpito, un sepolcro oltre alla sagrestia dove si conservavano arredi e oggetti liturgici. Nel 1741 l'edificio fu oggetto di un primo restauro con nuovo innalzamento o con il rifacimento della copertura a volta, grazie a lascito testamentario di un soggetto della famiglia proprietaria. Tutti i beni della famiglia Sonzogno, compreso la chiesa e gli antichi fabbricati adibiti a convento, il e gennaio 1837, passarono di proprietà per matrimonio, alle famiglie Carrara e Sottocasa che cedettero poi nell'anno successivo, la chiesa, alla fabbriceria della parrocchia di San Pellegrino Terme.
Negli ultimi anni del XIX secolo fu rimosso il cimitero che era posto sull'antico sagrato e sostituito con il viale. Il Novecento vide il rinnovamento e rifacimento di parti dell'edificio con la nuova pavimentazione, nuovi decori e l'innalzamento della torre campanaria, dotandola di cinque campane. In occasione di questi lavori fu ritrovata un'antica tomba della famiglia Sonzogni con l'emblema famigliare: cane rampante con un fiore. Successivamente Luigi Angelini progettò la nuova facciata neoclassica. Il coro presbiteriale fu completato con il coro ligneo lavoro dell'artigiano locale Locatelli. Nella seconda metà del Novecento fu posto il nuovo altare ligneo dalle forme molto semplici, rivolto verso i fedeli, per adempiere all'adeguamento liturgico,

## Descrizione

### Esterno
L'edificio di culto è preceduto dal viale alberato e dal breve sagrato con pavimentazione in lastre di porfido e il fronte principale si sviluppa su due ordini non coordinati tra di loro. Nell'ordine inferiore vi sono due lesene semicircolari per lato atte a sostenere il timpano spezzato che ospita il portale lunettato anche questo sorretto da colonne con timpano triangolare. Queste parti in pietra scura creano una facciata bicromatica. Sopra il portale vi è una lunetta con l'immagine di san Bernardino. L'ordine superiore si presenta inserito in un arco leggermente sfondato completo di un'apertura rettangolare completa di contorno in pietra e timpano spezzato atta a illuminare l'aula. Il grande timpano triangolare conclude il frontone con inserita in un cerchio l'intitolazione della chiesa.

### Interno
L'interno a aula unica con volta a botte, è a pianta rettangolare diviso in cinque campate da lesene in finto marmo e complete di basi e capitelli ionici, che reggono la trabeazione completa di fregio e il cornicione praticabile. L'interno è illuminato da sei grandi aperture con strombature poste sopra il cornicione. La prima campata ospita sul lato destro la statua di san Bernardino mentre la parte destra è dedicato alla zona confessionale. La seconda campata presenta uno sfondato a arco, e conserva sul lato destro il dipinto di Gian Paolo Lolmo la Trinità eseguito intorno al 1580, e che riprende il lavoro di Lorenzo Lotto Trinità. Nella terza ci sono le entrate laterali, mentre la quarta campata ospita a sinistra l'altare dedicato a Maria Bambina e a destra alla Madonna della Cintura.
La zona presbiteriale a pianta rettangolare, è preceduta dall'alto arco trionfale, e rialzata di tre gradini. Presenta la coperta di volta a botte e termina con il coro absidato con volta a catino completo del coro ligneo opera del novecento dell'artista locale Giacomo Locatelli.